# Buxus lancifolia
Buxus lancifolia är en buxbomsväxtart som beskrevs av T. S. Brandeg. Buxus lancifolia ingår i släktet buxbomar, och familjen buxbomsväxter. Inga underarter finns listade i Catalogue of Life.